# Liste der Monuments historiques in Orbey
Die Liste der Monuments historiques in Orbey führt die Monuments historiques in der französischen Gemeinde Orbey auf.

## Liste der Bauwerke
| Bezeichnung                     | Beschreibung | Standort                 | Kennzeichnung | Schutzstatus | Datum | Bild           |
| ------------------------------- | --- | ------------------------ | ------------- | ------------ | ----- | -------------- |
| Kloster Pairis                  | Hauptportal und Konventsgebäude, 18. Jahrhundert                                                                     | 230 Pairis (Lage)        | PA00085574    | Inscrit      | 1929  | weitere Bilder |
| Schlachtfeld am Collet du Linge | Gipfelbereich des Collet du Linge; deutsche und französische Befestigungen des Ersten Weltkriegs, heute Gedenkstätte | südlich des Ortes (Lage) | PA00085575    | Classé       | 1932  | weitere Bilder |

## Liste der Objekte
| Bezeichnung                                       | Beschreibung | Standort                                        | Kennzeichnung | Schutzstatus | Datum | Bild |
| ------------------------------------------------- | --- | ----------------------------------------------- | ------------- | ------------ | ----- | ---- |
| Skulptur Madonna mit Kind                         | Lindenholz, farbig gefasst, um 1800                                                                                                | in der Kirche Ste-Catherine (Lage)              | PM68001147    | Inscrit      | 1988  |      |
| Kruzifix (3)                                      | Holz, farbig gefasst und vergoldet, um 1800                                                                                        | in der Kirche St-Urbain (Lage)                  | PM68001152    | Inscrit      | 1988  |      |
| Weihwasserbecken                                  | umgearbeitetes Sandsteinkapitell, um 1140                                                                                          | in der Kapelle de l’Immaculée Conception (Lage) | PM68001242    | Inscrit      | 1997  |      |
| Kredenz                                           | Holz und Marmor, 18. Jahrhundert                                                                                                   | in der Kirche St-Urbain (Lage)                  | PM68000544    | Classé       | 1992  |      |
| Herz-Jesu-Altar                                   | Seitenaltar; Altartisch und Retabel; Holz, farbig gefasst und vergoldet, Ende des 19. Jahrhunderts                                 | in der Kirche St-Urbain (Lage)                  | PM68001146    | Inscrit      | 1988  |      |
| Büste eines heiligen Bischofs                     | Holz, farbig gefasst, 18. Jahrhundert                                                                                              | in der Kirche Ste-Catherine (Lage)              | PM68001148    | Inscrit      | 1988  |      |
| Kruzifix (1)                                      | Holz, farbig gefasst und vergoldet, Ende des 18. Jahrhunderts                                                                      | in der Kirche St-Urbain (Lage)                  | PM68001143    | Inscrit      | 1988  |      |
| Kruzifix (2)                                      | Holz, farbig gefasst und vergoldet, 18. Jahrhundert                                                                                | in der Kirche St-Urbain (Lage)                  | PM68001144    | Inscrit      | 1988  |      |
| Prozessionsfahne (1)                              | Seide, Metallfaden und Ölfarbe auf Leinwand, 19. Jahrhundert                                                                       | in der Kirche Ste-Catherine (Lage)              | PM68001149    | Inscrit      | 1988  |      |
| Pietà                                             | Holz, farbig gefasst, um 1500 | in der Kapelle de l’Immaculée Conception (Lage) | PM68001151    | Inscrit      | 1988  |      |
| Gemälde Der heilige Nikolaus segnet einen Stifter | Ölfarbe auf Leinwand, maroufliert, 18. Jahrhundert                                                                                 | in der Kapelle Ste-Barbe (Lage)                 | PM68001241    | Inscrit      | 1997  |      |
| Dreiflügliger Reliquienschrein                    | Holz, farbig gefasst und vergoldet, Stoff, Metall, Glas und Papier, 16. Jahrhundert                                                | in der Kapelle de l’Immaculée Conception (Lage) | PM68001278    | Inscrit      | 2001  |      |
| Prozessionskreuz                                  | Kupfer, Silber, Email und Holz, Ende des 12. Jahrhunderts                                                                          | in der Kirche St-Urbain (Lage)                  | PM68000273    | Classé       | 1978  |      |
| Gemälde Mariä Himmelfahrt                         | Ölfarbe auf Leinwand, maroufliert, 18. Jahrhundert                                                                                 | in der Kirche St-Urbain (Lage)                  | PM68000274    | Classé       | 1989  |      |
| Marienaltar                                       | Seitenaltar; Altartisch, Retabel und fünf Skulpturen; Holz, farbig gefasst und vergoldet, Ende des 19. Jahrhunderts; Pietà um 1500 | in der Kirche St-Urbain (Lage)                  | PM68001145    | Inscrit      | 1988  |      |
| Prozessionsbanner (2)                             | Seide, Metallfaden und Ölfarbe auf Leinwand, 19. Jahrhundert                                                                       | in der Kirche Ste-Catherine (Lage)              | PM68001150    | Inscrit      | 1988  |      |